# Емих IX
Емих IX (VIII) фон Лайнинген-Харденбург (на немски: Emich IX von Leiningen-Hardenburg; Emich VIII; † 18 февруари 1535) е граф на Лайнинген-Харденбург.
Той е син на граф Емих VIII фон Лайнинген-Дагсбург-Харденбург († 30 март 1495) и първата му съпруга Анна фон Елтер († сл. 1500), наследничка на Апремонт, дъщеря на Хуберт фон Елтер господар на Апремонт († 1479) и съпругата му Анна фон Даун. По-големите му сестри Беатрикс и Анна стават 1482 г. двете бенедиктинки в манастир Мариенберг към Боппард.
След смъртта на баща му той поема управлението през 1495 г. Малки части от графството Лайнинген-Даксбург-Харденбург след конфликти през 1501 г. отиват на по-малките му братя Хесо и Фридрих. Хесо († 1530) става господар на Апремонт и Фридрих († 1501) наследява Ормес.
Емих IX въстава 1504 г. против курфюсрст Филип фон Пфалц и с ландграф Вилхелм II фон Хесен нанасят големи поражения в Курпфалц. След това той има конфликти и с абата на манастир Лимбург. През края на август 1504 г. той нарежда запалването на вече 500-годишния манастир. От 1504 до 1508 г. граф Емих IX фон Лайнинген-Харденбург построява гробна капела до дворцовата църква Св. Йоханис в Дюркхайм.
Понеже помага на френския крал Луи XII, император Максимилиан I осъжда фамилята Лайнинген. Емих IX се скарва и с Луи XII. Графството е окупирано и Емих IX е изгонен от графството и империята. Той прави опит да получи швейцарско гражданство, което му се отказва. След дълги преговори през 1518 г. императорът му отменя наказанието и той може да се върне в родината.
През 1519 г. той разрешава на синовете си Емих X и Енгелхард съуправлението и се оттегля в Дагсбург в Лотарингия. Там напада през 1523 г. търговците от Мец и ги затваря в един замък. Император Карл V изисква да ги освободи. Той отказва и императорът отново го осъжда, освобождава се едва през 1525 г. след обиди и плащания.
Емих IX умира през 1535 г. и е погребан до съпругата си Агнес, род. фон Епщайн-Мюнценберг († 1533) в новата гробна капела в Дюркхайм.

## Фамилия
Емих IX се жени ок. 1470 г. за графиня Агнес фон Епщайн-Мюнценберг († 28 юли 1533), дъщеря на граф Готфрид XII фон Епенщайн-Диц-Мюнценберг (ок. 1465 – 1522) и Валпурга фон Салм (1440 – 1493). Те имат децата:
- Аполония, монахиня, каноник в манастир Елтен
- Маргарета († 1566), монахиня в Кьолн
- Барбара, 1522 монахиня в манастир Мариенберг в Боппард, от 1546 до 1576 г. там абатеса
- Анна
- Георг
- Емих X (IX) фон Лайнинген-Харденбург (1498 – 1541), граф на Лайнинген-Дагсберг-Харденбург, женен на 17 юли 1537 г. за графиня Катарина фон Насау-Саарбрюкен (1517 – 1553), дъщеря на граф Йохан Лудвиг фон Насау-Саарбрюкен (1472 – 1545)
- Енгелхард фон Лайнинген (1499 – 1553), домхер в Трир (1499 – 1553)
- Лудвиг фон Лайнинген (1500 – 1558)
- Катарина Аполония фон Лайнинген-Харденбург († 1585), омъжена 1535 г. за граф Филип II фон Насау-Саарбрюкен († 1554) и след това за Йохан Якоб I фон Еберщайн († 1574)
- Филипа фон Лайнинген (1504 – 1554), омъжена за фрайхер Георг I фон Крихинген-Питинген (ок. 1533 – 1567)
- Филип фон Лайнинген (1505 – 1529)
- Христоф фон Лайнинген († 1540)
- Ханс Хайнрих фон Лайнинген († 1575)